# Manuel Calderón
Manuel Arturo Calderón Maraví (Lima, 28 de janeiro de 1990) é um futebolista peruano que atua como zagueiro. Atualmente está no Juan Aurich do Peru.

## Carreira
Sua estréia na Primeira Divisão Peruana deu-se em 9 de março de 2008, no clássico entre Universitario vs. Sporting Cristal realizado no Estádio Monumental de Lima, o qual terminou em 1 à 0 ao time da casa.

## Seleção Nacional
Em 2007 foi convocado para participar da Copa do Mundo Sub-17 da FIFA realizado na Coreia do Sul.